# Merwede supérieure
La Merwede supérieure (en néerlandais Boven-Merwede) est une rivière néerlandaise, qui forme la continuation du Waal.
Elle commence près du château de Loevestein, à l'ancien confluent du Waal et la Meuse, sur l'ancienne frontière entre les duchés de Hollande et de Gueldre. De nos jours, la Merwede supérieure forme la frontière entre les provinces du Brabant-Septentrional et de la Hollande-Septentrionale. Près de Gorinchem, elle reçoit la Linge. Au-delà de Werkendam, la rivière artificielle de la Nouvelle Merwede part vers le sud-ouest ; à partir de ce point, la Merwede supérieure devient la Merwede inférieure.

## Source de l'article
- (nl) Cet article est partiellement ou en totalité issu de l’article de Wikipédia en néerlandais intitulé « Merwede » (voir la liste des auteurs).